# Datumsformat

Weltweit gebräuchliche Datumsformate (Leerzeichen zwischen den Angaben entsprechen einem Punkt und dienen der Leserlichkeit):
Tag/Monat/Jahr
Jahr/Monat/Tag
Monat/Tag/Jahr
Jahr Monat Tag und Tag Monat Jahr
Tag Monat Jahr und Monat Tag Jahr
Jahr Monat Tag und Monat Tag Jahr
Jahr Monat Tag und Tag Monat Jahr und Monat Tag Jahr

Ein Datumsformat ist die Form, in der ein Kalenderdatum schriftlich dargestellt wird. Das Datumsformat legt fest
- in welcher Reihenfolge die Komponenten des Kalenderdatums (das Jahr, der Monat, der Tag) genannt werden
- ob und, wenn ja, welche Trennzeichen zwischen den Komponenten des Kalenderdatums eingefügt werden.

## Hintergrund
Zur Darstellung des Datums sind weltweit sehr unterschiedliche Varianten etabliert, die zum Teil untereinander inkompatibel sind.
Das zeigt sich darin, dass dieselbe Angabe in unterschiedlichen Darstellungen für ein unterschiedliches Datum stehen kann.
Zum Beispiel lässt sich die Datumsangabe 01/02/03 interpretieren als:
- 1. Februar 2003 (01.02.2003 unter Zugrundelegung der im deutschsprachigen Raum weiterhin gebräuchlichen Reihenfolge nach DIN 1355-1)
- 2. Januar 2003 (January 2, 2003 unter Zugrundelegung der Middle-Endian-Reihenfolge des US-Formats)
- 3. Februar 2001 (2001-02-03 unter Zugrundelegung der Reihenfolge nach ISO 8601 / DIN 5008)

Die Interpretation einer Datumsangabe dieser Form unterscheidet sich demzufolge von Land zu Land, hängt also vom Kontext ab und ist deshalb ungeeignet für eine weltweit einheitliche und umkehrbar eindeutige Repräsentation.
Verschärft wurde dieser Umstand deutlich durch den Jahrtausendwechsel. Datumsangaben davor ließen sich wesentlich zuverlässiger interpretieren: Die häufig übliche verkürzte Schreibweise des Jahres (also ohne die Hunderter- und Tausender-Stelle) war vor der Jahrtausendwende de facto bedeutungslos, wenn man vom „Verlust“ des Jahrhunderts absieht.
- 1/02/95 war beinahe weltweit eindeutig 1. Tag / 2. Monat / 95. Jahr
- und kollidierte ‚nur‘ mit dem US-amerikanischen Raum: 1. Monat / 2. Tag / 95. Jahr

An Tagen nach dem 12. jedes Monats war auch diese Doppeldeutigkeit ausgeschlossen, da es (im gregorianischen Kalender) keinen Monat 13 gibt.
- 02/15/60 war eindeutig 15. Februar 1960

Bei vollständiger Schreibweise der Jahrzahl erhöht sich auch heute die Eindeutigkeit wesentlich: 2001-02-03 = Jahr 2001, Februar, Tag 3.
Erst seit dem Jahr 2013 ist nun wieder die Verwechslungsgefahr Jahr ↔ Monat gebannt, und erst ab dem Jahr 2032 wird wieder die Eindeutigkeit in der Jahrzahl gegeben sein.

## Normung
Folgende im deutschsprachigen Raum geltenden Normen nationaler und internationaler Normierungsorganisationen (ISO-, EN- und DIN-Normen) befassen sich mit dem Datumsformat:
- Internationale Norm ISO 8601:2004-12 Data elements and interchange formats – Information interchange – Representation of dates and times
  - Seit September 2006 auch inhaltsgleich übernommen als DIN ISO 8601.
- Deutsche Norm DIN 5008:2020-03 (Abschnitt 11.4) Schreib- und Gestaltungsregeln für die Text- und Informationsverarbeitung

ISO 8601 legt eine Grundstruktur zum Austausch von Datums- und auch Zeitinformationen fest, die ausschließlich aus numerischen Komponenten besteht und auf sprachspezifische Bezeichner (Wörter) verzichtet. Für die Eindeutigkeit numerischer Datumsangaben ist die strikte Einhaltung einer vorgegebenen Form unabdingbar. Wesentliches Merkmal der in ISO 8601 festgelegten Grundstruktur ist die „absteigende“ Anordnung in der Form Jahr-Monat-Tag.
BeispielDas Kalenderdatum des siebten Tages des ersten Monats im Jahre 2003 (7. Januar 2003) in der Schreibweise nach ISO 8601 lautet:
- 2003-01-07

Alphanumerische Datumsangaben, etwa Angaben mit ausgeschriebenem Monatsnamen, sind nicht Gegenstand der ISO 8601. Solche Datumsangaben werden weiterhin in nationalen Normen geregelt, beispielsweise in der DIN 5008. Die dort empfohlene alphanumerische Schreibweise lautet:
- 7. Januar 2003

Ob die eine oder die andere Variante verwendet wird, hängt wesentlich vom Umfeld ab, in dem sie angewandt werden soll. In einem multinationalen und vielsprachigen Kontext ist die ISO-konforme Variante zu empfehlen, während in einem einsprachigen Umfeld problemlos eine alphanumerische Variante verwendet werden kann, ohne die Eindeutigkeit oder Verständlichkeit zu beeinträchtigen.

### ISO 8601 und EN 28601
In der Norm ISO 8601 aus dem Jahr 1988 wurde versucht, die unterschiedlichen nationalen Datumsformate zu vereinheitlichen. Das Ergebnis war ein Datumsformat mit „absteigender“ Anordnung (Jahr-Monat-Tag) mit Kurzstrichen als Trennzeichen, das die bis dahin weithin verbreiteten Datumsformate mit „aufsteigender“ Anordnung (Tag-Monat-Jahr) ablösen sollte.
Die ISO 8601 wurde 1992 ohne Änderungen in die EN 28601:1992 übernommen, die laut Geschäftsordnung des CEN/CENELEC für die meisten europäischen Länder verbindlich ist, so auch für Deutschland, Österreich und die Schweiz.
Im Dezember 2004 löste die neue ISO 8601 diese Normen ab. Außerdem ist die Norm auch in die deutsche Norm DIN 5008 (Schreib- und Gestaltungsregeln für die Textverarbeitung) eingeflossen.
| Vollständige Darstellung | Vollständige Darstellung | Vollständige Darstellung                         |
| --- | ------------------------ | ------------------------------------------------ |
| 20030107 | YYYYMMDD                 | Basisformat                                      |
| 2003-01-07 | YYYY-MM-DD               | Erweitertes Format (Kurzstrich als Trennzeichen) |
| Geringere Genauigkeit |                          |                                                  |
| Ein bestimmter Monat |                          |                                                  |
| 2003-01 | YYYY-MM                  | Basisformat (Kurzstrich als Trennzeichen)        |
| Ein bestimmtes Jahr |                          |                                                  |
| 2003 | YYYY                     | Basisformat                                      |
| YYYY = die hier stehenden Ziffern symbolisieren das Jahr (von engl.: Year), nach dem gregorianischen Kalender MM = symbolisiert den Monat (von engl.: Month) DD = symbolisiert den Tag (von engl.: Day)                                                                           |                          |                                                  |
| In ISO 8601:1988 und ISO 8601:2000 wurden außerdem noch so genannte verkürzte Darstellungen definiert, bei denen zum Beispiel der Jahrhundertanteil der Jahreszahl entfallen kann (YY-MM-DD). Nach der aktuellen Norm ISO 8601:2004 sind diese Darstellungen nicht mehr zulässig. |                          |                                                  |
| Im EDV-Bereich werden die Bindestriche oft weggelassen, um Speicherplatz zu sparen. Mitunter wird noch weiter verkürzt (YYMMDD). |                          |                                                  |

Die neue Reihenfolge war als logische Angleichung an die üblicherweise ebenfalls „absteigende“ Anordnung in unseren Zeitangaben (Stunde-Minute-Sekunde) gedacht. Neben der internationalen Vereinheitlichung des numerischen Formats und der Unabhängigkeit von einer Sprache erleichtert die „absteigende“ Anordnung die korrekte Sortierung bei lexikographischen Anwendungen und in der EDV. Dadurch vereinfacht die „absteigende“ Anordnung die Suche nach Einträgen oder Dateien eines bestimmten Datums. Weitere Vorteile sind:
- die durch das „absteigende“ Format verbesserte Möglichkeit, die komplette Datumsangabe für Zwecke der Ablage und Klassifikation als normale, lange Dezimalzahl zu behandeln (höchste Stelle links, niedrigste Stelle rechts);
- die (bei jedem numerischen Format gegebene) Möglichkeit, arithmetische Berechnungen in Computeranwendungen durchzuführen;
- die durch das „absteigende“ Format verbesserte Möglichkeit der logischen Fortsetzung der Reihenfolge durch Hinzufügung der Ziffern für Stunde, Minute und Sekunde.

Als Nachteil des ISO-8601-Standards lässt sich anführen, dass die „absteigende“ Anordnung (Jahr-Monat-Tag) den bis dahin verbreiteten Gepflogenheiten in vielen europäischen Sprachen widerspricht (mit Ausnahme von z. B. Ungarn, Slowenien). Außer in Deutschland ist zum Beispiel auch im Französischen, Niederländischen, Italienischen, Spanischen, Polnischen, Tschechischen, Schwedischen, Dänischen und Türkischen die „aufsteigende“ Anordnung (Tag-Monat-Jahr) üblich.
Deshalb ist das neue Datumsformat mit seiner „absteigenden“ Anordnung für den Anwender gewöhnungsbedürftig und hat sich bisher in der Praxis wenig durchgesetzt.

### DIN 5008
Die deutsche Norm DIN 5008 definiert Schreib- und Gestaltungsregeln für die Text- und Informationsverarbeitung, zu denen auch die Richtlinien für das Datumsformat gehören. Für numerische Datumsangaben findet zusätzlich die auch für Deutschland gültige EN 28601 von 1992 Anwendung.
In der Ausgabe von 1996 wurde (über die EN 28601) das „neue“, aus der ISO 8601 abgeleitete Format als einzig korrekte numerische Datumsschreibweise übernommen. Zulässig war daneben nur noch die „alphanumerische Schreibung“ mit dem ausgeschriebenen Monatsnamen und ohne vorangestellte „0“ bei einstelliger Tagesanzahl.
Das neue Datumsformat nach ISO-Norm (Jahr-Monat-Tag) kollidierte jedoch mit den tatsächlichen Schreibgewohnheiten und konnte sich in den Jahren von 1996 bis 2000 nicht durchsetzen. Ähnlich wie in den meisten anderen europäischen Ländern wurde die Norm auch in Deutschland und Österreich weitgehend ignoriert, wo allgemein weiterhin das gewohnte Format TT.MM.[JJ]JJ in Gebrauch blieb. In der Ausgabe von 2001 der DIN 5008 wurde daraufhin eine Anmerkung eingefügt, wonach das gewohnte Format wieder zulässig sein sollte, „sofern keine Missverständnisse entstehen“. Seit der Ausgabe von 2011 soll die Jahreszahl ausschließlich vierstellig angegeben werden. Die 2020 erschienene Fassung der DIN 5008 sieht das Datum im Format TT.MM.JJJJ nur noch bei Schreiben an inländische Empfänger vor.
| Numerische Schreibung                                               | Numerische Schreibung |
| ------------------------------------------------------------------- | --------------------- |
| bevorzugte Schreibweise                                             | 2018-01-07            |
| optionale Schreibweise in Schreiben an inländische Empfänger        | 07.01.2018            |
| Alphanumerische Schreibung                                          |                       |
| keine führende Null bei einstelligen Tagangaben                     |                       |
| ausgeschriebener Monatsname                                         | 7. Januar 2018        |
| abgekürzter Monatsname (sollte im Fließtext nicht verwendet werden) | 7. Jan. 2018          |

### Zeitrechnungsangaben „v.Chr.“ und „n.Chr.“
Die früher in Deutschland, Österreich und in der Schweiz geltende und heute noch weitgehend angewandte Norm DIN 1355-1 (siehe DIN-Taschenbuch 102 von 1989) sah die Angabe v. Chr. und n. Chr. vor, um Jahresangaben vor und nach Beginn der christlichen Zeitrechnung zu differenzieren. In der Europäischen Norm EN 28601 von 1992 wird dagegen auf eine Datierung vor oder nach Christus nicht mehr eingegangen. In der Version aus dem Jahre 2000 sieht die ISO 8601 vielmehr sogar ein Jahr Null und Jahresangaben mit negativem Vorzeichen vor, wobei, abweichend vom allgemein üblichen Gebrauch, auch für die Zeit vor der Einführung des Gregorianischen Kalenders rückwirkend dessen Schaltverfahren angewandt werden soll.

### NATO
Die NATO verwendet ein eigenes Format – DTG.

### IT-spezifische Datumsformate
Sollen mathematische Operationen ausgeführt werden, die auf Datumsangaben beruhen, ist die oben genannte Trennung in Tag, Monat und Jahr ungeeignet. Um z. B. zu ermitteln, ob ein Ereignis A vor oder nach einem bestimmten Datum B stattgefunden hat, müssten dazu nacheinander drei getrennte Vergleiche durchgeführt werden (Jahr A <> Jahr B ?; Monat A <> Monat B ?;Tag A <> Tag B ?). Noch aufwendiger wäre die Ermittlung der Anzahl von Tagen zwischen zwei zeitlich weit entfernten Ereignissen. Aus diesem Grund wird z. B. in Microsoft Excel intern mit einem numerischen Datumsformat gearbeitet, das nur aus einer fortlaufenden Zahl von Tagen ab einem willkürlich gewählten Startzeitpunkt (in diesem Falle der 1. Januar 1900) besteht. So entspricht dem 15. Januar 2024 das Excel-Datum 45306. Aufgrund eines Fehlers im Programmcode wird die Zahl der Tage seit dem 1. Januar 1900 aber systematisch um einen Tag zu hoch berechnet. Ursache ist, dass das Jahr 1900 als Säkularjahr tatsächlich nur 365 Tage hatte, von Microsoft jedoch fälschlicherweise als Schaltjahr mit 366 Tagen gerechnet wird. Das wirkt sich allerdings nur auf Berechnungen zur Anzahl der Tage zwischen zwei Datumsangaben aus, von den die eine vor dem 28. Februar 1900 und die andere danach liegt.